# Чемпіонат УРСР із шахів 1925
2-й чемпіонат України (УРСР) з шахів, що проходив у Харкові в травні-червні 1925 року.

## Загальна інформація про турнір
У чемпіонаті за коловою системою взяли участь 10 шахістів. Турнір зібрав досить сильний склад учасників, за винятком срібного призера попереднього чемпіонату Федіра Богатирчука, який з огляду на «можливий» від'їзд за кордон не брав участі в ньому. Цим скористався бронзовий призер чемпіонату 1924 року киянин Микола Сорокін, який набравши 6½ очок з 8 можливих (+5-0=3) посів 2 місце на турнірі.
А чемпіоном України вдруге поспіль став Яків Вільнер.
Перемогою однієї зі сторін закінчилися 27 із 40 зіграних партій (67,5%).

## Турнірна таблиця

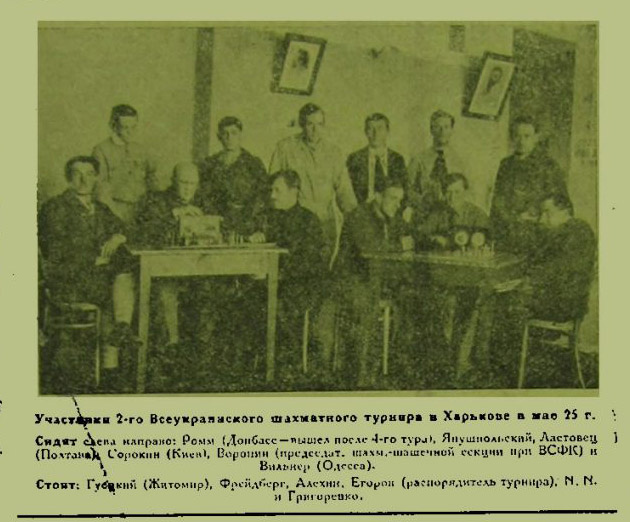
Учасники чемпіонату УРСР 1925 року. Зліва направо сидять:
Ромм, Янушпольський, Ластовець, Сорокін, Воронін (оргкомітет), Вільнер. Стоять: Гуєцький, Фрейдберг, Алехін, Єгоров (розпорядник турніру), ?, Григоренко

| №  | Шахіст                | Місто                 | 1 | 2 | 3 | 4 | 5 | 6 | 7 | 8 | 9 | 10 |  | + | − | = | Очки | Місце  |
| -- | --------------------- | --------------------- | - | - | - | - | - | - | - | - | - | -- |  | - | - | - | ---- | ------ |
| 1  | Яків Вільнер          | Одеса                 |   | ½ | 1 | 1 | ½ | 1 | 1 | 1 | 1 | 1  |  | 6 | 0 | 2 | 7    | Gold   |
| 2  | Микола Сорокін        | Київ                  | ½ |   | ½ | ½ | 1 | 1 | 1 | 1 | 1 | +  |  | 5 | 0 | 3 | 6½   | Silver |
| 3  | Дмитро Григоренко     | Харків                | 0 | ½ |   | 1 | ½ | ½ | 1 | 1 | 1 | +  |  | 4 | 1 | 3 | 5½   | Bronze |
| 4  | Йосип Янушпольський   | Харків                | 0 | ½ | 0 |   | ½ | 1 | 0 | ½ | 1 | +  |  | 2 | 3 | 3 | 3½   | 4-5    |
| 5  | Олексій Алехін        | Харків                | ½ | 0 | ½ | ½ |   | ½ | 0 | ½ | 1 | 1  |  | 1 | 2 | 5 | 3½   | 4-5    |
| 6  | Григорій Ластовець    | Полтава               | 0 | 0 | ½ | 0 | ½ |   | 1 | 0 | 1 | 1  |  | 2 | 4 | 2 | 3    | 6-8    |
| 7  | А.Г.Гуєцький          | Житомир               | 0 | 0 | 0 | 1 | 1 | 0 |   | ½ | ½ | +  |  | 2 | 4 | 2 | 3    | 6-8    |
| 8  | Фрейдберг             | Харків                | 0 | 0 | 0 | ½ | ½ | 1 | ½ |   | ½ | +  |  | 1 | 3 | 4 | 3    | 6-8    |
| 9  | Аполлінарій Гаєвський | Кам'янець-Подільський | 0 | 0 | 0 | 0 | 0 | 0 | ½ | ½ |   | 1  |  | 0 | 6 | 2 | 1    | 9      |
| 10 | Ромм                  | Сталіно               | 0 | — | — | — | 0 | 0 | — | — | 0 |    |  | 0 | 4 | 0 | 0    | 10     |

- Партії Ромма не враховувалися.